# Alyxoria
Alyxoria Ach. ex Gray – rodzaj grzybów z rodziny Lecanographaceae.

## Systematyka i nazewnictwo
Pozycja w klasyfikacji według Index Fungorum: Lecanographaceae, Arthoniales, Arthoniomycetidae, Arthoniomycetes, Pezizomycotina, Ascomycota, Fungi.
W Polsce występują 3 gatunki, które do tego rodzaju włączone zostały dopiero w 2011 r. Wcześniej zaliczane były do rodzaju Opegrapha (pismaczek). Ze względu na współżycie z glonami zaliczane są do grupy porostów.

## Niektóre gatunki
- Alyxoria bicolor (R.C. Harris & Lendemer) Ertz & Tehler 2011
- Alyxoria culmigena (Lib.) Ertz, in Diederich, Ertz, Eichler, Cezanne, Boom, Fischer, Killmann, Van den Broeck & Sérusiaux 2012 – tzw. pismaczek zielony
- Alyxoria mougeotii Ertz, Frisch & G. Thor – tzw. pismaczek Mougeota
- Alyxoria ochrocheila (Nyl.) Ertz & Tehler 2011 – tzw. pismaczek czarniawy, p. czerwonawy
- Alyxoria subelevata (Nyl.) Ertz & Tehler 2011
- Alyxoria varia (Pers.) Ertz & Tehler 2011 – tzw. pismaczek zmienny

Nazwy naukowe na podstawie Index Fungorum. Uwzględniono tylko taksony zweryfikowane. Nazwy polskie według W. Fałtynowicza.